# Marjan Hudina
Marjan Hudina, slovenski znanstvenik s področja jedrske tehnike, * 2. september 1938, Maribor.
Marjan Hudina je mednarodno priznan strokovnjak za prenos toplotne energije iz njenega vira na delovni obtok v jedrskih reaktorjih. Rezultati njegovih raziskav so botrovali razvoju pri načrtovanju sodobnih objektov za energetiko, saj je pomagal izboljšati varnost in učinkovitost.

## Življenjepis
Marjan Hudina se je rodil 2. septembra 1938 v Mariboru v uradniški družini. Leta 1957 je maturiral na ptujski gimnaziji, leta 1962 pa na ljubljanski univerzi diplomiral iz strojništva. Za svojo diplomo s področja tehniških meritev je dobil tudi Prešernovo študentsko nagrado. Istega leta se je vpisal na specializacijo iz jedrske tehnike na Fakulteti za naravoslovje in tehnologijo, kjer je leta 1964 diplomiral z nalogo iz prenosa toplote v plinsko hlajenih reaktorjih.
Leta 1967 se je zaposlil v švicarski tovarni Brown, Boveri & Cie., kjer se je ukvarjal s termotehničnimi problemi in delal za različne švicarske jedrske elektrarne. Leta 1970 je šel v raziskovalni inštitut EIR (danes Inštitut Paula Scherrerja), kjer je raziskoval prenos toplote in mehaniko fluidov. Na ljubljanski strojni fakulteti je nato leta 1976 magistriral iz problematike hrapavih površin na gorivnih elementih plinsko hlajenih reaktorjev.
Na tem specializiranem področju velja za svetovno priznanega strokovnjaka, leta 1980 pa je Hudina doktoriral na VTŠ mariborske univerze z disertacijo na temo iz magisterija. Naslednje leto je postal docent na strojniškem oddelku v Mariboru in kot vodja oddelka Termohidravlika na inštitutu EIR razširil področje svojega znanstvenega delovanja. Raziskoval je prenos toplote v jedru plinsko hlajenih reaktorjev in svoje znanje uporabil tudi na preučevanju drugih tipov fisijskih reaktorjev.
Kot upokojenec živi v Vipavi.